# Славороссова, Евгения Алексеевна
Славоро́ссова (Славоро́сова) Евге́ния Алексе́евна (род. 11 июля 1951, Москва) — русская и советская поэтесса, переводчица и прозаик, детская писательница, журналистка.

## Биография
Фамилия при рождении — Славоросова. С 2000 года взяла литературный псевдоним Славороссова в честь деда-авиатора Харитона Славороссова.
Стихи начала сочинять ещё в школе, с четырнадцати лет пишет постоянно.
В 1968 году окончила с золотой медалью школу № 9 города Люберцы. В том же году поступила на философский факультет Московского государственного университета им. Ломоносова, который окончила в 1974 году.
Работала в библиотеке. Как и все из «поколения дворников и сторожей», поработала ночным сторожем.
В университете занималась в литературной студии «Луч» под руководством Игоря Волгина вместе с Ириной Антоновой, Владимиром Ерёменко, Евгением Бунимовичем, Александром Сопровским и другими.
Занималась в литературной студии «Зелёная лампа» при журнале «Юность», куда, в свой семинар, её пригласил Евгений Винокуров.
Занималась в семинаре перевода под руководством Якова Козловского и Элизбара Ананиашвили и в поэтическом семинаре Вадима Сикорского.
Публиковаться начала с 1975 года (Журналы „Юность“ № 1 (1975), „Новый мир“ № 3 (1975), „Литературная Россия“ № 5 (1975), «День поэзии» (1975).
С этого времени регулярно печаталась в центральных журналах и газетах.
Ездила в творческие командировки в Дагестан, в Азербайджан (Баку) и в Латвию (Ригу).
В 1982 году вышла её первая книга стихов «Утренний поезд».
В 1985 году вступила в Комитет литераторов при Литфонде СССР, став профессиональным литератором (удостоверение № 387 от 30 марта 1985 года).
Стояла у истоков создания университетского клуба поэзии «Воробьёвы горы» (Председатель клуба Анатолий Полетаев).
Автор переводов с английского, немецкого, польского и других языков. С английского ею переведены стихи Роберта Луиса Стивенсона, Алана Александра Милна, Томаса Гуда и других поэтов, сказки Оскара Уайльда, сказочная повесть Уильяма Мейкписа Теккерея , народная английская поэзия и сказки
Творческая дружба связывала её с польским поэтом Кшиштофом Мария Сенявским (Krzysztof Maria Sieniawski, 1951—2001). Они написали друг другу множество писем, поэтических посвящений и переводили стихи друг друга.
Автор переводов с языков народов Дагестана (Атав Атаев, Бикеханум Алибекова, Гюльбика Омарова, первая табасаранская поэтесса и др.), с латышского (Марис Мелгалвс (1957—2005)), с литовского (Пятрас Бальчюнас), с азербайджанского (Таир Таисоглы), с татарского (Фанис Яруллин).
Была шеф-редактором журнала «Детская школьная академия», членом редколлегии журнала «Первоклашка», литературным редактором журнала «ЧИП — детям», заместителем главного редактора альманаха "Истоки".
Вела «Лабораторию творческого чтения» в Центральной детской библиотеке «Бригантина» города Люберцы.
Дипломант открытых международных поэтических конкурсов «Стихи о переводе и переводческой деятельности» (2013) и «Поэтическое определение перевода» (2016)

## Семья
Дед (по отцу) — Славороссов, Харитон Никанорович (1886—1941), один из пионеров российской авиации, авиатор, авиаинженер.
Прадед (по отцу) — Александр Алексеевич Грацианов (1865—1931), российский политический и общественный деятель, врач.
Отец — Алексей Харитонович Славоросов (1916—1995) — горный инженер, научный журналист, редактор.
Мать, Марианна Евгеньевна Славоросова (1922—2003) — педагог и актриса.
Брат, Аркадий Славоросов (1957—2005) — прозаик, поэт, сценарист.

## Публикации

### Периодика
- Славоросова, Е. А. Стихи // Журнал «Юность». — М., 1975. — № 1 (336) (январь). — ISSN отсутствует. Стр.75.
- Славоросова, Евгения. «Фигуристка». — В: Анонс журнала «Новый мир» / «Литературная Россия». № 5 (629) // Газета. — М., 31 января 1975. — 24 с. — С. 13.
- Славоросова Е. А. Фигуристка. Журнал «Новый мир». — 1975. — № 3 (март). — ISSN отсутствует. Стр. 12.
- Славоросова, Е. А. «Здравствуйте, люди!»; «Подмосковье» // Журнал «Новый мир». — 1976. — № 4 (апрель). — ISSN отсутствует. Стр.20 — 21.
- Славоросова, Е. А. Молодой Толстой // Журнал «Новый мир». — 1978. — № 8 (август). — ISSN отсутствует. Стр.153.
- Славоросова, Евгения. «Как этот двор наполнен тишиной!...». — В: «Весною напоённая строка» / «Комсомольская правда». № 58 (16465) // Газета. — М., 8 марта 1979. — 4 с. — С. 2.
- Славоросова, Е. А. Дети, голуби, мир // Журнал «Знамя». — 1979. — Т. 7, № 7 (июль). — ISSN 0130-1616. Стр.73 — 74.
- Славоросова, Е. А. Стихи. — В: В литературной студии / «Истоки» // Альманах. — М. : Молодая гвардия, 1980. — С. 172—175.
- Славоросова, Е. А. Март // Журнал «Новый мир». — 1981. — № 3 (март). — ISSN 0130-7673. Стр.75.
- Славоросова, Е. А. Работа // Журнал «Новый мир». — 1982. — № 3 (март). — ISSN 0130-7673. Стр. 4.
- Славоросова, Е. А. Стихи // Журнал «Юность». — 1982. — № 3 (322) (март). — ISSN 0132-2036. Стр. 9.
- Славоросова, Е. А. Стихи // Журнал «Новый мир». — 1983. — № 3 (март). — ISSN 0130-7673. Стр. 144—145.
- Славоросова, Е. А. «Не жалею о собственной доле...» // Журнал «Октябрь». — 1983. — № 12 (декабрь). — ISSN 0132-0637. Стр.71 — 72.
- Славоросова, Е. А. Стихи. — В: Всегда в пути / «Поэзия» // Альманах. — М. : Молодая гвардия, 1983. — № 37. — ISSN 0130-8491. Стр. 99—101
- Славоросова, Е. А. Нина // Журнал «Смена». — 1985. — № 5 (март). — ISSN 0131-6656. Стр.27.
- Славоросова, Е. А. Музыкальный день : стихи. — В: «Юность 1955 — 1985» // Сборник. Том 2.. — М. : Правда, 1985. — С. 561.
- Славоросова, Е. А. Стихи // Журнал «Смена». — 1988. — № 10 (1392) (май). — ISSN 0131-6656. Стр.16.
- Славоросова, Е. А. «Пусть просеется всё, словно в сите...». — В: Университетский день поэзии / Россияне № 11/12 // Молодёжный литературно-художественный журнал России. — М. : АО Молодая гвардия, 1992. — ISSN 0869-4710. — С. 112.
- Славороссова Евгения. Рижское каприччио.// Журнал «Даугава», 2001, № 1, стр. 108.
- Славороссова, Е. А. У поэзии нет конца. — В: Волшебники слова / Первоклашка № 6 // Журнал. — М. : ООО «Издательство «Школа Радости», 2001. — 48 с. — С. 38.
- Славоросова, Е. А. Автопортрет в 15 лет. — В: ЛК «Воробьёвы горы» / Воробьёвы горы или новая Калліопа // Альманах. Выпуск 3. — М. : Книжный дом «Либроком», 2009. — ISBN 978-5-397-00838-9. — С. 92 — 93
- Славороссова, Е. А. Стихи. — В: Поэзия / «Истоки». Выпуск 4 // Альманах. — М. : РИФ «Истоки-плюс», 2010–2011. — 400 с. — ISBN 978-5-903852-09-3. — С. 360—364.
- Славороссова, Е. А. Стихи. — В: Поэзия / «Истоки». Выпуск 5 (47) // Альманах. — М. : РИФ «Истоки-плюс», 2011—2012. — 512 с. — ISBN 978-5-8420-0032-6. — С. 271—272.
- Славороссова, Е. А. Люберецкая панорама №3 (421) (недоступная ссылка — история). — 24 января 2013. Страница 18.
- Славороссова, Е. А. Стихи. — В: Поэзия / «Истоки». Выпуск 6 // Альманах. — М. : РИФ «Истоки-плюс», 2012—2013. — 400 с. — ISBN 978-5-8420-0036-4. — С. 95—97.
- Научно-художественный журнал Переводчик. — Чита: ЗабГУ, 2013. — 253 с. № 13, ISSN 20735618, стр. 190.
- Славороссова, Е. А. Стихи. — В: Поэзия / «Истоки». Выпуск 7—8 // Альманах. — М. : РИФ «Истоки-плюс», 2014. — 460 с. — ISBN 978-5-397-00838-9. — С. 287—290.
- Научно-художественный журнал Переводчик. — Чита: ЗабГУ, 2016. — 254 с. № 16, ISSN 20735618, стр. 183.
- Славороссова, Е. А. Стихи. — В: Поэзия / «Истоки». Выпуск 9 // Альманах. — М. : «Перо», 2016. — 266 с. — ISBN 978-5-903852-02-4. — С. 168—172.
- Славороссова , Евгения Алексеевна. Стихи. Перевод с небесного. — Чита: ©ЗабГУ, 2017. — 259 с. // Научно-художественный журнал «Переводчик» № 17, ISSN 20735618, стр. 198—203.
- Славороссова, Е. А. Стихи. — В: Поэзия / «Истоки». Выпуск 10 // Альманах. — М. : «Перо», 2018. — 292 с. — ISBN 978-5-903852-02-4. — С. 75-86.
- Славороссова, Е. А. Стихи. — В: Поэзия / «Истоки». Выпуск 11 // Альманах. — М. : «Перо», 2019. — 338 с. — ISBN 978-5-903852-02-4. — С. 22-31.
- Славороссова, Е. А. Стихи. — В: Поэзия / «Истоки». Выпуск 14 // Альманах. — М. : «Перо», 2022. — 336 с. — ISBN 978-5-903852-02-4. — С. 100-107.

### Сборники
- Славоросова, Е. А. Утренний поезд;«Как страх и ночь темны и топки...» : стихи. — В: День поэзии // Сборник.. — М. : Советский писатель, 1975. — № 12. — С. 186.
- «Ленинские горы». Стихи студентов МГУ. — М.: Издательство МГУ, 1977. Стр. 86 — 94.
- Славоросова, Е. А. Утренний поезд. — М.: Молодая гвардия, 1982. — 95 с. — ISBN отсутствует.
- Славоросова, Е. А. Созвездие Кирилла и Мефодия. — В: Россия / «Розы на редутах» // Сборник стихов и прозы русских и болгарских писателей. — М. : Современник, 1990. — С. 434.
- Славоросова, Е. А. Стихи. — В: Выпуск первый / Университетский день поэзии — 92 // Стихи поэтов МГУ, членов ЛК «Воробьёвы горы». — М. : Столица, 1993. — С. 5-6. - С.5
- Славороссова, Е. А. «А я бы хотела остаться навеки...». — В: Стихи / Гимн библиотеке // Сборник. — М., 2007.
- Славороссова, Е. А. Созвездие Кирилла и Мефодия. — В: Поэты XX века / Болгария в русской поэзии // Антология. — М. : Русский мір, 2008. — 600 с. — ISBN 978-5-89577-124-2. — С. 491—492.
- «Alma mater». Литературная студия Игоря Волгина «Луч». Сборник.. — М.: Зебра Е, 2010. — 480 с. — ISBN 978-5-94663-06.
- Итоги открытого международного поэтического конкурса на тему «Стихи о переводе и переводческой деятельности». — Чита: ЗабГУ, 2013. // Коллективный сборник, стр. 41.
- Итоги открытого международного поэтического конкурса  «Поэтическое определение перевода». — Чита: ЗабГУ, 2016. // Коллективный сборник, стр. 20.
- Славороссова, Е. А. Московские сны. Книга в альманахе. — В: Поэзия / «Истоки». Выпуск 12 // Альманах. — М. : «Перо», 2020. — 294 с. — ISBN 978-5-903852-02-4. — С. 62-98.
- Славороссова, Е. А. Фамильные драгоценности. Книга в альманахе. — В: Поэзия / «Истоки». Выпуск 15 // Альманах. — М. : «Перо», 2023. — 314 с. — ISBN 978-5-903852-02-4. — С. 29-47

### Книги для детей
- Славороссова Е. А.Тимкитёмкины путешествия по странным странам. Повесть. Журнал «Детская школьная академия». 2005, № 2-4, и 2006, № 1-4.
- Славороссова Е. А. Мальчик и девочка. Повесть. Журнал «Детская школьная академия». 2008, № 2-6.
- Славороссова Е. А. Сон в новогоднюю ночь. Повесть. Журнал «Детская школьная академия». 2009, № 5-6.
- Славороссова Е. А. Сны Розы. Повесть. Журнал «Детская школьная академия». 2010, № 1-6.
- Славороссова Е. А. Олеся в Заковёрье. Повесть. Журнал «Детская школьная академия». 2011, № 1-3.
- Славороссова Е. А. Детективное бюро мистера Спича. Первая книга юного сыщика. — М.: ИД Журналист, 2013. — 48 с. — ISBN 978-5-91318-013-1.
- Хаймеран, Эрнст. Чёрно-белый конь. Сказка в стихах. Перевод с немецкого Славороссовой Е. А. // Журнал «Первоклашка». 2004, № 7.
- Теккерей, У. М. Кольцороза. — В: Перевод с английского Славороссовой Е.А. / «Истоки». Выпуск 13 // Альманах. — М. : «Перо», 2021. — 377 с. — ISBN 978-5-903852-02-4. — С. 81-121.

## Переводы
Переводы печатались в «Литературной газете», «Литературной России», газетах «Московский комсомолец», «Вечерняя Москва», «Московский университет», «Люберецкая правда», «Дагестанская правда», «Комсомолец Дагестана», «Советская Латвия», «Молодежь Азербайджана» и др.; в журналах: «Иностранная литература» № 1, 2001, «Юность», «Литературный Азербайджан», «Советский Дагестан», «Даугава», «Советская женщина», «Молодая гвардия», «Огонёк», «Дружба», «Первоклашка», «Мурзилка», «Детская школьная академия», «ЧИП — детям» и других.

### Журналы
- Стивенсон, Роберт Луис. Перевод Славороссовой Е. А. Стихи. — М.: ©«Иностранная литература», 2001. // Журнал «Иностранная литература» № 1, стр. 224.
- Милн, Алан Александр. Перевод Славороссовой Е. А. Плюшевый медвежонок. — М.: ©«Иностранная литература», 2001. // Журнал «Иностранная литература» № 11, стр. 20.
- Стивенсон, Роберт Луис. Перевод Славороссовой Е. А. Стихотворения. — М.: ООО «Интерсоциоинформ», 2000. // Журнал «Антология мировой поэзии» № 10, стр. 131—138.
- Стивенсон, Роберт Луис. Перевод Славороссовой Е. А. Пророк Юности. Стихи. — М.: ИД «Литературная учёба», май — июнь 2001. // Журнал «Литературная учёба», книга № 3, стр. 149—160.
- Алибекова, Бикеханум. Перевод Славороссовой Е. А.«Когда вплетаю я лучи…»; Праздник весеннего огня.// Журнал «Советская женщина», 1983, № 8, стр. 35.
- Алибекова, Бикеханум. Перевод Славороссовой Е. А. Будущее дитя// Журнал «Советская женщина», 1985, № 12, стр. 5.
- Из народной английской поэзии. Перевод Славороссовой Е. А.// Газета «Есть выход», ноябрь 1998, № 7.
- Лестница Великана. Ирландская сказка. Перевод Славороссовой Е. А.// Журнал «Первоклашка», 2003, № 4.
- Джек и Джок. Шотландская сказка. Перевод Славороссовой Е. А.// Журнал «Первоклашка», 2003, № 5.
- Сказка о выдрёнке в красненькой шапчонке. Валлийская сказка. Перевод Славороссовой Е. А.// Журнал «Первоклашка», 2003, № 7-8.
- Петух и лис. Шотландская сказка. Перевод Славороссовой Е. А.// Журнал «Первоклашка», 2004, № 3.
- История Бутылочной горы. Ирландская сказка. Перевод Славороссовой Е. А.// Журнал «Первоклашка», 2004, № 4.
- Уайльд, Оскар. Сказка. Перевод Славороссовой Е. А.. — В: Звёздный принц / «Детская школьная академия». № 5-6 // Журнал. — М. : ©ООО «Издательство «Школа радости», 2006. — ISBN отсутствует.
- Сенявский, Кшиштоф Мария. Стихи. Перевод Славороссовой Е. А.. — В: Юному переводчику / «Детская школьная академия». № 3 // Журнал. — М. : ©ООО «Издательство «Школа радости», 2008. — 64 с. — ISBN отсутствует. — С. 42—43.
- Сенявский, Кшиштоф Мария. Стихи. Перевод Славороссовой Е. А.. — В: Горизонты перевода / «Истоки». Выпуск 5 (47) // Альманах. — М. : РИФ «Истоки-плюс», 2011—2012. — 512 с. — ISBN 978-5-8420-0032-6. — С. 66—69.
- Сенявский, Кшиштоф Мария. Перевод Славороссовой Е. А. Лирика. — Чита: ©ЗабГУ, 2012. — 262 с. // Научно-художественный журнал «Переводчик» № 12, ISSN 20735618, стр. 68 — 72.
- Стивенсон, Роберт Луис. Перевод Славороссовой Е. А. Лирика. — Чита: ©ЗабГУ, 2013. — 253 с. // Научно-художественный журнал «Переводчик» № 13, ISSN 20735618, стр. 35 - 40.
- Уайльд, Оскар. Перевод Славороссовой Е. А. Сфинкс без тайны. — Чита: ©ЗабГУ, 2013. — 253 с. // Научно-художественный журнал «Переводчик» № 13, ISSN 20735618, стр. 86.
- Гуд, Томас. Перевод Славороссовой Е. А. Лирика. — Чита: ©ЗабГУ, 2014. — 266 с. // Научно-художественный журнал «Переводчик» № 14, ISSN 20735618, стр. 48.
- Шекспир, Уильям. Перевод Славороссовой Е. А. Зима. — Чита: ©ЗабГУ, 2014. — 266 с. // Научно-художественный журнал «Переводчик» № 14, ISSN 20735618, стр. 95.
- «Английские улыбки». Перевод Славороссовой Е. А. Стихи. — Чита: ©ЗабГУ, 2015. — 260 с. // Научно-художественный журнал «Переводчик» № 15, ISSN 20735618, стр. 54.
- «Старинные английские баллады (XV- XVI вв.)». Вступление и перевод Евгении Славороссовой. Стихи. — Чита: ©ЗабГУ, 2016. — 254 с. // Научно-художественный журнал «Переводчик» № 16, ISSN 20735618, стр. 22.
- Сенявский, Кшиштоф Мария. Перевод Славороссовой Е. А. «Эротикон» Кшиштофа Мария Сенявского. — Чита: ©ЗабГУ, 2017. — 259 с. // Научно-художественный журнал «Переводчик» № 17, ISSN 20735618, стр. 23 — 30.
- Уайльд, Оскар. Перевод Славороссовой Е. А. Счастливый принц. — Чита: ©ЗабГУ, 2018. — 261 с. // Научно-художественный журнал «Переводчик» № 18, ISSN 20735618, стр. 139—146.
- Уайльд, Оскар. Перевод Славороссовой Е. А. Молодой король. — Чита: ©ЗабГУ, 2021. — 277 с. // Научно-художественный журнал «Переводчик» № 21, ISSN 20735618, стр. 82—91.
- Сенявский, Кшиштоф Мария. Перевод Славороссовой Е. А. Русские сны польского поэта. — Чита: ©ЗабГУ, 2019. — 260 с. // Научно-художественный журнал «Переводчик» № 19, ISSN 20735618, стр. 64 — 76.
- Сенявский, Кшиштоф Мария. Перевод Славороссовой Е. А. Реквием по мечте. Лирика. — Чита: ©ЗабГУ, 2022. — 269 с. // Литературно-художественный журнал «Переводчик» № 22, ISSN 20735618, стр. 29 — 41.
- Стивенсон, Роберт Луис, Уайльд, Оскар. Перевод Славороссовой Е. А. Туманный Альбион: Классики улыбаются. — Чита: ©ЗабГУ, 2020. — 271 с. // Научно-художественный журнал «Переводчик» № 20, ISSN 20735618, стр. 150 — 156.]
- Поэты Дагестана. Стихи. Перевод Славороссовой Е. А.. — В: Горизонты перевода / «Истоки». Выпуск 12 // Альманах. — М. : «Перо», 2019—2020. — 294 с. — ISBN 978-5-903852-02-4. — С. 149—159.
- Сенявский Кшиштоф Мария, Славороссова Евгения. Почтовый романс. Письма. — В: Эпистолярий / «Истоки». Выпуск 14 // Альманах. — М. : «Перо», 2021—2022. — 336 с. — ISBN 978-5-903852-02-4. — С. 285—303.

### Сборники
- «Соцветие». Сборник.. — Махачкала: Дагкнижиздат, 1980. — ISBN отсутствует., стр.8-9
- Молодые поэты Закавказья. Сборник.. — М.: Молодая гвардия, 1981. — ISBN отсутствует.
- Радуга. Сборник.. — Махачкала: Дагкнижиздат, 1983. — ISBN отсутствует.
- Антология дагестанской поэзии. т. 4. Сборник.. — Дагкнижиздат, 1983. — ISBN отсутствует.
- В вечном созвучии. Сборник.. — М.: Современник, 1985. — ISBN отсутствует.
- Мелгавс, Марис. Перевод Славороссовой Е. А. Дни этого года. Сборник. — М.: Молодая гвардия, 1986. ИБ № 5318, стр. 364.
- Радуга. Сборник прозы и поэзии. — Махачкала: Дагкнижиздат, 1986. — 176 с. — ISBN отсутствует. Стр. 94.
- Молодая поэзия Азербайджана. Сборник.. — Баку: Язычи, 1986. — 208 с. — ISBN отсутствует.
- Алибекова, Бикеханум. Перевод Славоросовой, Е. А. Молитва. — Махачкала: Дагкнижиздат, 1990. — ISBN отсутствует.
- Октава. Сборник.. — Рига: Лиесма, 1987. — ISBN отсутствует.
- Горянки. Сборник.. — М.: Современник, 1987. — ISBN отсутствует.
- Середина земли родной. Сборник. — М.: Современник, 1987. — ISBN отсутствует.
- Бальчюнас, П. Я ветра брат. — М.: Молодая гвардия, 1988. — ISBN отсутствует.
- Таисоглы, Т. Виноградная лоза. — М.: Молодая гвардия, 1988. — ISBN отсутствует.
- Алибекова Бикеханум. Перевод Славоросовой Е. А. Праздник весеннего огня. Книга в альманахе «Истоки». — М.: Молодая гвардия, 1986. — 416 с. — ISBN отсутствует..
- Таисоглы, Таир. Перевод Славоросовой Е. А. Стихи. — М.: «Молодая гвардия», 1984. // Альманах «Поэзия», выпуск 39, стр. 154.
- Гаджиев, Магомед. Перевод Славоросовой Е. А. Стихи. — М.: Молодая гвардия, 1982. — 399 с. // Альманах «Истоки», стр. 150.
- Славоросова Е. А. Переводы. Стихи молодых поэтов. — М.: Молодая гвардия, 1983. — 335 с. // Альманах «Истоки», стр. 246, 256, 270.
- Омарова, Гюльбика. Перевод Славоросовой Е. А. Стихи. — М.: Молодая гвардия, 1989. — 411 с. // Альманах «Истоки», стр. 307.
- Радуга. Сборник прозы и поэзии. — Махачкала: Дагкнижиздат, 1991. — 160 с. — ISBN отсутствует. Стр. 125.
- Гаджиев, М. Помню голос твой. — Махачкала: Дагкнижиздат, 1996. — ISBN отсутствует.
- Молния в камне. Сборник латышской поэзии.. — Рига: Tapals, 2000. — 390 с. — ISBN отсутствует.
- Стивенсон, Роберт Льюис. Детский цветник стихов. — М.: Октопус, 2011. — ISBN 978-5-948887-088-5.

## Статьи
- Более десяти статей для журнала «Чудеса и Приключения»[55].
- Более сорока статей для журнала «Первоклашка».
- 47 статей о писателях для книги Молодая гвардия: Время, книги, судьба. Опыт энциклопедии. — М.: Молодая гвардия, 2002. — ISBN 5-235-02560-1.
- Более сорока статей для журнала «Детская школьная академия».
- Более 70 статей для журнала «Чудеса и Приключения — детям».

## Оценки
— Игорь Волгин:

"…Стихи ... Евгении Славоросовой исполнены острым, почти языческим ощущением бытия, вызывающим упоением собственными силами... Это упоение отнюдь не переходит в некое расчетливое бодрячество; оно — от избытка творческой и душевной щедрости..."— «Ленинские горы». Стихи поэтов МГУ. — М.: Издательство Моск. ун-та, 1977. — 127 с. стр. 8.
Поэт Олег Дмитриев о книге "Утренний поезд":

"…Евгения Славоросова, выпускница философского факультета МГУ, которой, казалось бы, сам бог велел не чураться книжности и обитать в сфере вечных истин и вопросов, на редкость молода и жизнерадостна в своих стихах. И самое главное, естественна. ... это молодое, озорное приятие мира наводит меня на мысль, что недаром течет в её жилах кровь лихого Харитона Славороссова, одного из первых русских авиаторов, которому посвятил стихи поэт Василий Каменский!."— Дмитриев, О. М. [предисл.] : Молодое приятие мира. — В: Утренний Поезд / Е. А. Славоросова // Молодые голоса. — М. : Молодая гвардия, 1982. — С. 4—5.
— Алексей Ивин о книге «Утренний поезд»:

…"Теория, мой друг, суха, но древо жизни вечно зеленеет", — эти строки из гетевского «Фауста» невольно вспоминаются, когда читаешь зримые, осязательные строки Е.Славоросовой... Жизнь гармонична или стремится к гармонии; и, очевидно, человеку важно быть не только знающим специалистом, умницей, теоретиком, но и чувствовать яркую плоть земной неотвлеченной жизни, радоваться «розовой редиске и первым свежим огурцам», видеть, как «вода стекает с перьев лука, переливаясь на свету». И потребность в этих чувственных впечатлениях тем настойчивее, чем оглушительнее с каждым днем становится напор разнообразной информации. Столичная жительница, Е.Славоросова именно поэтому так образно, неожиданно видит природу, так трепетно относится к ней.
— Алексей Ивин. «Войди в этот мир...»  Журнал «Юность», 1983, № 10
— Андрей Дементьев ("Круглый стол «ЛГ»):

«…Я порой замечаю, какими свежими, интересными могут быть стихи у молодых людей, не получивших литературного или филологического образования. Такими мне кажутся стихи Евгении Славоросовой (она закончила философский факультет МГУ).»— «Литературная газета», 29 февраля 1984, № 9 (4971).
— Ирина Антонова о книге "Московские сны":

«Нельзя не остановиться на новой поэтической книге Е. Славороссовой «Московские сны», 
завораживающей точностью и одухотворённостью городских зарисовок.»— "Истоки" Альманах. Вып.12. — 2019–2020.
— Надежда Сумина:

 "... Не знаю, как работает над стихом Евгения Славороссова. По-разному,наверно. Но созданная ею поэтическая ткань всегда легка,
 воздушна… 
По-моему, для Евгении Алексеевны Поэзия - образ жизни, образ мысли, смысл существования…
Хорошие стихи всегда философичны. Не о сиюминутном, а о вечном говорят они.
О том, например, как жить:
«И мы на дне легко могли бы
Плести коралловые сны -
Но с мужеством летучей рыбы
Стремимся в высь из глубины!»
Не только мы смотрим из окон своих высоток на звёзды, но и космос следит за нами «мириадами глаз»…
— Надежда Сумина "Не о сиюминутном, а о вечном", "Истоки" вып.15, 2022-2023
—  О книге "Фамильные драгоценности":

"Покоряет с первых строк классически гармоничный новый поэтический сборник «Фамильные драгоценности» Е. Славороссовой".
— "Истоки" Альманах. Вып.15. — 2022–2023.

## Фильмы
- Крылья Отчизны. Фильм 3. Забытые имена. — Режиссёр Бутков В. Н. — Документальный — ТПО Союзтелефильм, 1990 год — 57 мин

## Галерея
Кроме занятий литературным творчеством, Евгения Славороссова создает декоративные панно в технике аппликации и коллажа, а также авторских кукол, в том числе в японском стиле «кокэси». Её работы экспонировались на выставках декоративно-прикладного искусства в Люберецком краеведческом музее (2003, 2004, 2005, 2006, 2007), репродукция её панно «Город» опубликована в книге «Есенинский родник», посвящённой юбилею поэта (2005).
|                                                  |                                                           |                                                            |                                 |
| Город. Из серии «Волшебные города». 21х30. 2005. | Город будущего. Из серии «Волшебные города». 20х28. 2007. | Город детства. Из серии «Волшебные города». 20,5х29. 2007. | «Корабль дураков». 21х27. 2003. |

|          |                     |
| „Короли“ | „Королевство Иньян“ |